# Federico Moja

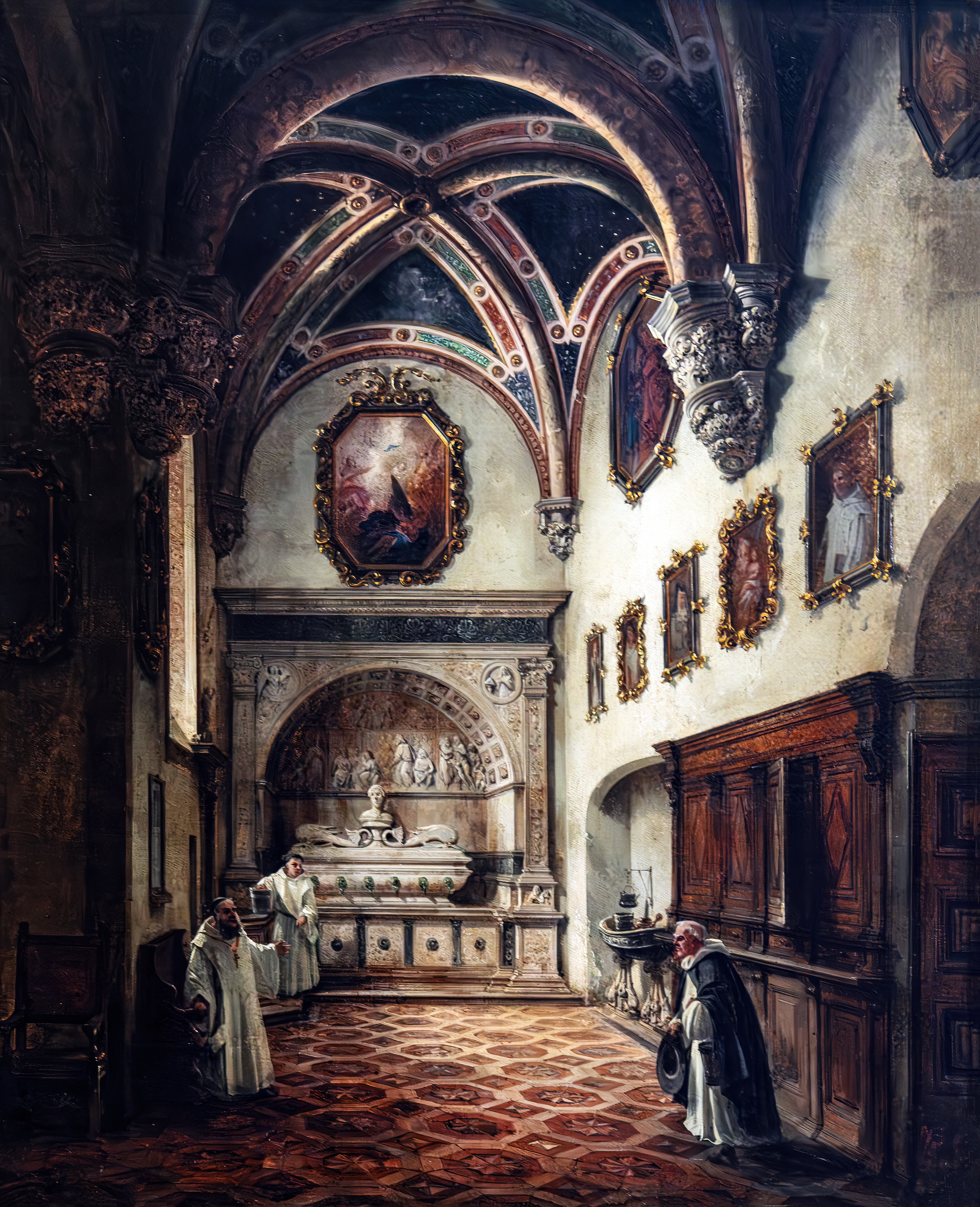
Interno della Certosa di Pavia Gallerie dell'Accademia

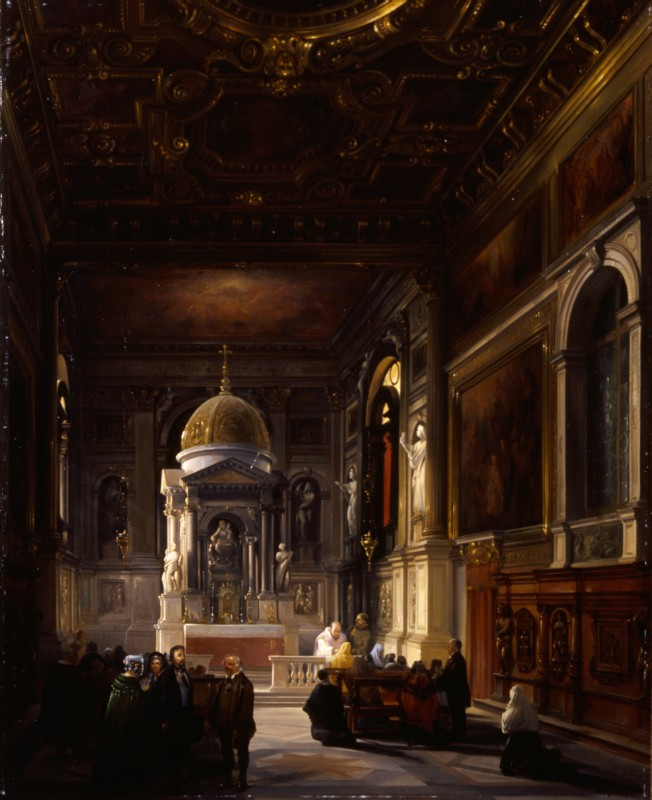
Interno della cappella del Rosario nella chiesa dei SS. Giovanni e Paolo a Venezia, 1843 (Fondazione Cariplo)

Federico Moja (Milano, 20 ottobre 1802 – Dolo, 29 marzo 1885) è stato un pittore italiano.

## Biografia
Proveniente da una famiglia di artisti, dal 1818 frequenta l'Accademia di Belle Arti di Brera, e contemporaneamente diviene allievo di Giovanni Migliara. La sua prima produzione si contraddistingue per un repertorio di vedute prospettiche cittadine, interni conventuali e temi di ispirazione storico-letteraria eseguiti in stretta osservanza con l'insegnamento del maestro. Dal soggiorno a Parigi e dai viaggi in territorio francese, tra il 1830 e il 1834, ricava nuovi soggetti che affronta ripetutamente anche a molti anni di distanza. Nel 1841, in coincidenza con l'affermazione di Luigi Bisi sulla scena artistica milanese, si trasferisce a Venezia, dove è nominato professore di Prospettiva all'Accademia di Belle Arti nel 1845. Si specializza nell'esecuzione di vedute di Venezia e di altre città venete che continua ad inviare alle esposizioni dell'Accademia di Belle Arti di Milano e alla Società Promotrice di Torino, dove figura costantemente. Nel 1855, probabilmente, partecipa alla decorazione di Palazzo Reale a Venezia. Dal 1875, al termine del suo incarico accademico, si ritira a Dolo dove continua a dipingere gli stessi temi senza variare il suo linguaggio pittorico che a queste date appare ormai attardato e ripetitivo.